# Маншетт, Жан-Патрик
Жан-Патрик Маншетт (фр. Jean-Patrick Manchette; 19 декабря 1942, Марсель — 3 июня 1995, Париж) — французский писатель, сценарист и переводчик, автор остросюжетных детективных и полицейских романов.
Родился в Марселе, однако вырос в предместье Парижа. С юности придерживался левых взглядов и состоял в Национальном союзе студентов Франции. В 1960-е годы переводил американские остросюжетные романы и писал сценарии для кино и телевидения. В 1971 году в соавторстве с Жан-Пьером Бастидом выпустил первый роман Laissez bronzer les cadavres!, в дальнейшем написал около десятка детективных романов.
В 1973 году за роман O Dingos, O Châteaux получил Гран-при для литературы детективного жанра (Grand Prix de Littérature Policière).
Один из создателей поджанра французского «нового детективного романа» («неополара»), корни которого лежат в американском «чёрном детективе». При этом в творчестве Маншетта также сильно влияние французского социально-психологического детектива. «Романы Маншетта сравнительно коротки, довольно жестки, в них много „американизированных“ диалогов, в которых главный герой не говорит, а скорее проговаривается о бескомпромиссной своей крутизне».
По его произведениям сняты такие фильмы, как «Троих надо убрать», «Шок», «За шкуру полицейского», «Ганмен», «Нада».